# Mîroliubivka, Tomakivka
Mîroliubivka (în ucraineană Миролюбівка) este un sat în comuna Volodîmîrivka din raionul Tomakivka, regiunea Dnipropetrovsk, Ucraina.

## Demografie
Componența lingvistică a localității Mîroliubivka
     Ucraineană (93,44%)
     Rusă (6,56%)
Conform recensământului din 2001, majoritatea populației localității Mîroliubivka era vorbitoare de ucraineană (93,44%), existând în minoritate și vorbitori de rusă (6,56%).